# روساریو لوکتی
روساریو لوکتی (اسپانیایی: Rosario Luchetti‎؛ زادهٔ ۴ ژوئن ۱۹۸۴) بازیکن هاکی روی چمن اهل آرژانتین است.